# Jorge Luis Campos
Pour les articles homonymes, voir Campos.
Jorge Luis Campos Velázquez est un footballeur paraguayen, né le 11 août 1970.

## Biographie
En tant qu'attaquant, il fut international paraguayen à 46 reprises (1995-2004) pour 6 buts.
Il participa aux Jeux olympiques de Barcelone en 1992. Il fut quart-de-finaliste, battu par le Ghana de Kwame Ayew (2-4 ap), inscrivant un but dans cette compétition, contre le Ghana à la 81e minute.
Il participa à la Copa América 1995 avec l'équipe première. Le Paraguay fut éliminé en quarts par la Colombie; de plus, il n'inscrit pas de buts.
Il participe à la Coupe du monde de football 1998, en France. Il joue 3 matchs sur 4 (Bulgarie, Espagne et France), il n'inscrit pas de but dans cette compétition. Le Paraguay est éliminé en huitièmes par la France de Laurent Blanc.
Il fut convié à la Coupe du monde de football 2002, au Japon et en Corée du Sud. Il joua tous les matchs du Paraguay (Allemagne, Espagne, Slovénie et Afrique du Sud), deux fois en tant que titulaire et deux fois comme remplaçant. Il inscrit un but à la 73e minute contre la Slovénie pour une victoire 3 buts à 1.
Il joua dans des clubs au Paraguay (Club Olimpia, Cerro Porteño et Club Nacional), en Argentine (Quilmes AC), au Chili (Club Deportivo Universidad Católica), au Mexique (CD Cruz Azul) et en Chine (Beijing Guoan). Il fut 5 fois champion du Paraguay, et fut élu meilleur joueur du championnat de Chine de football 1997

## Clubs
- 1992-1997 :  Club Olimpia
- 1997-1998 :  Beijing Guoan
- 1998-1999 :  CD Cruz Azul
- 2000-2002 :  Cerro Porteño
- 2002-2003 :  Club Deportivo Universidad Católica
- 2003-2004 :  Quilmes AC
- 2004-2006 :  Club Libertad
- 2007 :  Club Nacional

## Palmarès
- Championnat du Paraguay de football

- - Champion en 1993, en 1995, en 1997, en 2001 et en 2006
- Championnat de Chine de football
  - Troisième en 1998